# Saang mein
El saang mein es un tipo de fideo chino presente en Hong Kong, encontrándose a menudo en barrios chinos del extranjero.
Se hace con harina de trigo, harina de tapioca, sal, carbonato de potasio y agua.
El saang mein puede cocinarse rápidamente de forma parecida a los fideos ramen, siendo conocido por su textura más suave y jabonosa. Puede comerse o con aceite de sésamo añadido. También pueden añadírsele verduras como el kai-lan. Se sirve caliente.